# Чемпіонат світу з комп'ютерних шахів
Комп'ютерний чемпіонат світу з шахів (World Computer Chess Championship wccc) — щорічний турнір, на якому між собою змагаються комп'ютерні шахові рушії. Організатором заходу є Міжнародна асоціація комп'ютерних ігор (англ. International Computer Games Association). Часто проходить у поєднанні з Комп'ютерною олімпіадою, на якій комп'ютери між собою грають в інші настільні ігри.

## Результати чемпіонатів
WCCC відкритий для всіх видів комп'ютерів, включаючи мікропроцесори, суперкомп'ютери, кластери, а також спеціалізовані шахові апаратні засоби.
2007 року чинний чемпіон Junior відмовився захищати свій титул.
На сезон 2009 року правила було змінено. Було вирішено обмежити платформи стандартним обладнанням, що підтримує щонайбільше вісім ядер, таким чином виключивши суперкомп'ютери і великі кластери. Після цього паралельно відбувався окремий чемпіонат серед програмного забезпечення; а необмежене обладнання можна як і раніше застосовувати у відповідному чемпіонаті.
| Змагання № | Рік  | Місце                 | Переможець                 |
| ---------- | ---- | --------------------- | -------------------------- |
| 1          | 1974 | Стокгольм, Швеція     | Каїсса                     |
| 2          | 1977 | Торонто, Канада       | Chess 4.6                  |
| 3          | 1980 | Лінц, Австрія         | Belle                      |
| 4          | 1983 | Нью-Йорк, США         | Cray Blitz                 |
| 5          | 1986 | Кельн, Німеччина      | Cray Blitz                 |
| 6          | 1989 | Едмонтон, Канада      | Deep Thought               |
| 7          | 1992 | Мадрид, Іспанія       | ChessMachine (Gideon)      |
| 8          | 1995 | Гонконг               | Fritz                      |
| 9          | 1999 | Падерборн, Німеччина  | Shredder                   |
| 10         | 2002 | Маастрихт, Нідерланди | Deep Junior                |
| 11         | 2003 | Грац, Австрія         | Shredder                   |
| 12         | 2004 | Рамат-Ган, Ізраїль    | Deep Junior                |
| 13         | 2005 | Рейк'явік, Ісландія   | Zappa                      |
| 14         | 2006 | Турин, Італія         | Junior                     |
| 15         | 2007 | Амстердам, Нідерланди | Zappa*                     |
| 16         | 2008 | Пекін, Китай          | HIARCS*                    |
| 17         | 2009 | Памплона, Іспанія     | Junior*, Shredder*, Sjeng* |
| 18         | 2010 | Канадзава, Японія     | Rondo*, Thinker*           |
| 19         | 2011 | Тілбург, Нідерланди   | Junior                     |
| 20         | 2013 | Йокогама, Японія      | Junior                     |
| 21         | 2015 | Лейден, Нідерланди    | Jonny                      |
| 22         | 2016 | Лейден                | Komodo                     |
| 23         | 2017 | Лейден                | Komodo                     |
| 24         | 2018 | Стокгольм, Швеція     | Komodo                     |
| 24         | 2019 | Макао, КНР            | Komodo                     |
| 24         | 2022 | Відень, Австрія       | Komodo                     |
| 24         | 2023 | Валенсія, Іспанія     | Stoofvlees                 |

## Чемпіонат світу з шахів серед програмного забезпечення
Починаючи з 2010 року проводиться новий чемпіонат в тому самому місці і в той самий період, що Чемпіонат світу з комп'ютерних шахів. Згідно з правилами Чемпіонату світу з шахів серед програмного забезпечення, рушії-суперники повинні запускатися на машинах ідентичної апаратної специфікації. Контрольний час гри - по 45 хвилин кожному гравцеві плюс 15 секунд додавання за кожен хід.
| Змагання № | Рік  | Місце     | Учасників | Переможець | Апаратне забезпечення                   |
| ---------- | ---- | --------- | --------- | ---------- | --------------------------------------- |
| 1          | 2010 | Канадзава | 9         | Shredder   | Intel quad core Xeon 2.66 GHz, 8MB Hash |
| 2          | 2011 | Тілбург   | 5         | HIARCS     | Intel Core2 Duo, 1.7 GHz, 2MB Hash      |
| 3          | 2013 | Йокогама  | 6         | HIARCS     | Intel quad core i7, 2.7 GHz, 16MB Hash  |
| 4          | 2015 | Лейден    | 8         | Shredder   | Intel quad core i7, 2.7 GHz, 16MB Hash  |
| 5          | 2016 | Лейден    | 7         | Komodo     | Intel quad core i7, 3.4 GHz, 16MB Hash  |
| 6          | 2017 | Лейден    | 7         | Shredder   | Intel quad core i7, 3.4 GHz, 16MB Hash  |
| 7          | 2018 | Стокгольм | 9         | Komodo     | Intel quad core i7, 1.8 GHz, 16MB Hash  |

Через необхідність бути присутнім на місці, грати на фізичній шахівниці і строгі правила оригінальності, багато сильних програм утриматися від участі в змаганнях ICGA. Оскільки умови чемпіонату серед програм можна легко повторити на високопродуктивному ПК, то нині в приватному порядку проводяться турніри, такі як TCEC, які мають набагато більше учасників, а також більшу кількість ігор, щоб зменшити вплив випадковості.

## Чемпіонат світу з шахів серед мікрокомп'ютерів
З 1980 по 2001 рік був окремий цикл чемпіонату, який обмежувався програмами, що працюють на мікропроцесорах. До 1991 року переможцями ставали спеціально призначені пристрої. Після цього переможці запускались на сучасних персональних комп'ютерах. Турнір також проходив під егідою ICGA.
На 14-му WMCCC в Джакарті, ізраїльській команді Junior відмовили у в'їзді в Індонезію і деякі інші команди відмовились від участі на знак протесту.
16-й WMCCC був тим самим змаганням, що й 9-й WCCC, наведений вище.
| Змагання № | Рік  | Місце                           | Переможець                                     |
| ---------- | ---- | ------------------------------- | ---------------------------------------------- |
| 1          | 1980 | Лондон, Англія                  | Fidelity Chess Challenger                      |
| 2          | 1981 | Травемюнде, Німеччина           | Fidelity X                                     |
| 3          | 1983 | Будапешт, Угорщина              | Fidelity Elite A/S                             |
| 4          | 1984 | Глазго, Шотландія               | Fidelity Elite X, Mephisto, Princhess X, Psion |
| 5          | 1985 | Амстердам, Нідерланди           | Mephisto / Nona                                |
| 6          | 1986 | Даллас, Сполучені Штати Америки | Mephisto                                       |
| 7          | 1987 | Рим, Італія                     | Mephisto / Psion                               |
| 8          | 1988 | Альмерія, Іспанія               | Mephisto                                       |
| 9          | 1989 | Порторож, Словенія              | Mephisto                                       |
| 10         | 1990 | Ліон, Франція                   | Mephisto                                       |
| 11         | 1991 | Ванкувер, Канада                | ChessMachine (Gideon)                          |
| 12         | 1993 | Мюнхен, Німеччина               | HIARCS                                         |
| 13         | 1995 | Падерборн, Німеччина            | MChess-Pro 5.0                                 |
| 14         | 1996 | Джакарта, Індонезія             | Shredder                                       |
| 15         | 1997 | Париж, Франція                  | Junior                                         |
| 16         | 1999 | Падерборн, Німеччина            | Shredder                                       |
| 17         | 2000 | Лондон, Велика Британія         | Shredder                                       |
| 18         | 2001 | Маастрихт, Нідерланди           | Deep Junior                                    |